# ブッカー・T・ジョーンズ
ブッカー・トリヴァー・ジョーンズ・ジュニア（Booker Taliaferro Jones Jr.[ˈtɒlɪvər]、1944年11月12日 - ）はアメリカ合衆国テネシー州メンフィス出身のオルガニストで、ソングライター、プロデューサー、アレンジャー。スタックス・レコードのハウスバンド、ブッカー・T&ザ・MG'sのメンバーとして知られる。
1992年にバンドはロックの殿堂入りを果たした。

## バイオグラフィ
テネシー州メンフィスで高校教師の子として生まれる。名前は父親を引き継いだもので、教育者ブッカー・T・ワシントンに由来する。
幼少の頃よりオーボエやサクソフォーン、トロンボーン、ピアノの楽器を学校で演奏し、教会にてオルガンを演奏していた。高校はブッカー・T・ワシントン高校へと通った。16歳の時プロミュージシャンとして、サテライト・レコードにてバリトン・サックスを演奏。ルーファス&カーラ・トーマスの"Cause I Love You"がヒットする。
間も無くサテライトはスタックスと改称し、ジョーンズは社員であったスティーヴ・クロッパーと出会い、1962年に自分の名をフロントとしたザ・MG'sを結成。ジョーンズがオルガンを、スティーヴがギターを、ルイス・スタインバーグがベース・ギターを、アル・ジャクソン・ジュニアがドラムを担当した。ベース・ギターは後にドナルド・ダック・ダンに替わった。
ザ・MG'sはスタックスのハウスバンドとして、オーティス・レディングやサム&デイヴ、ウィルソン・ピケットなどをサポートした。1962年には「"グリーン・オニオンズ・Green Onions"」がヒットした。1971年の「メルティング・ポット・Melting Pot」を最後に活動を停止した。なお、ドラマーのアル・ジャクソン・ジュニアは、殺人事件で死亡してしまった。
ジョーンズ本人のソロ作は、1972年に"The Runaway"を、1974年にCBSから"Evergreen"を、1978年から1981年にかけて、A&Mで3作のR&B作品"Try and Love Again"、"The Best of You"、"I Want You"をリリース。1971年から1973年にかけては、リタ・クーリッジの姉である妻のプリシラ・ジョーンズとの、スワンプ・ロックのデュオアルバムを3作リリースしている。
MGsは幾度か再結成を繰り返した後に、1994年に改めて活動を再開している。2009年には20年ぶりとなるソロ作"Potato Hole"をアンタイ・レコードよりリリースした。このアルバムではドライヴ・バイ・トラッカーズがバックバンドを務め、またニール・ヤングがギターで参加している。また、同年のフジロック・フェスティバルに初出演した。2011年に、"The Road From Memphis"をリリース。2013年には復活したスタックスよりSound the Alarmをリリースした。

## ディスコグラフィ

### ソロ
- The Runaway (1972, MCA)
- Evergreen(1974, CBS)
- Try and Love Again (1978, A&M)
- The Best of You (1980, A&M)
- I Want You (1981, A&M)
- Potato Hole (2009, Anti)
- The Road from Memphis (2011, Anti)
- Sound the Alarm (2013, Stax)

### デュオ・アルバム
BOOKER T. & PRISCILLA JONES 
- Booker T. & Priscilla (1971, A&M)
- Home Grown (1972, A&M)
- Chronicles (1973, A&M)